# Токей
Токей, або токі (Gekko gecko) — вид геконів з роду Gekko з підродини Справжні гекони. Має 2 підвиди.

## Опис
У довжину разом з хвостом досягають нерідко 34-36 см, вагу 150—300 г. Цей гекон має світло-оливковий, сірий або блакитнуватий колір верхньої сторони тулуба з численними оранжево-червоними та білими кільцями та плямами, залежно від освітлення або стану тварини забарвлення його схильне до помітних змін. Для молодих геконів дуже характерні розташовані на хвості яскраві чорні та білі поперечні смуги, що в поєднанні з різкими рухами хвоста використовується для відлякування ворогів. На відміну від інших геконів самці селяться поодинці, вибираючи якийсь постійний притулок, в районі якого незмінно полюють.

## Спосіб життя
Полюбляють лісисті місцини. Живуть токеї у дуплах дерев. У місцевості, де вони зустрічаються, самці виявляють свою присутність гучними звуками, що починаються зазвичай з своєрідного гелготання, за яким з короткими інтервалами слід характерне «те-ке», звідки походить і назва самого гекона. Крик цей повторюється іноді до десяти разів поспіль і раптово припиняється, якщо ящірка чимось налякана. Подібним чином перегукуючись один з одним, вони охороняють свою мисливську ділянку, даючи знати сусідам, що територія зайнята. Зрідка токеї кричать і вдень. Це в цілому нічна тварина. Харчуються безхребетними, проте нерідко поїдають і інших дрібних геконів, включаючи молодняк власного виду, пташенят, невеликих гризунів, овочі.
У разі небезпеки токей широко відкриває пащу і глухо шипить, а при затриманні голосно квакаюючим звуком намагається вкусити, причому розтиснути його зімкнуті щелепи, не пошкодивши їх, надзвичайно важко.
Це яйцекладні гекони. Парування починається з наприкінці зими. Відкладають свої досить великі яйця у дуплах дерев. Самка прикріплює їх до нерівностей деревини, і внутрішня стінка дупла нерідко виявляється буквально всіяна яйцями цих геконів, які знаходяться на самих різних стадіях інкубації. Зазвичай після вилуплення дитинча значна частина шкаралупи яйця залишається приклеєною до стінки дупла, і чергові кладки нашаровуються таким чином поверх старих. Через 3 місяця з'являються молоді гекони мають довжину 67-72 мм.
Живуть токеї до 7—8 років.

## Розповсюдження
Мешкає на південному сході Індії, у Бангладеш, південно-східній Азії, Філіппінах, Індонезії, на Новій Гвінеї. Людиною був завезений до Північної Америки. Тут він гарно пристосувався особливо, у штатах Техас, Флорида, Гаваї (США), Белізі, островах Карибського моря.